# Грибов, Сергей Ефимович
Серге́й Ефи́мович Гри́бов (5 июля 1895 — 29 июля 1938) — советский военный деятель, командующий войсками Северо-Кавказского военного округа, комкор (1935).

## Биография
Русский, из рабочих. В 11 лет остался сиротой. Окончил четырехклассное начальное училище. Работал дворником, подручным кузнеца, чернорабочим, слесарем в железнодорожных мастерских. В 1914 году мобилизован в Русскую императорскую армию. Окончил Киевскую школу прапорщиков в 1915 году. Участник Первой мировой войны. Сначала воевал в 743-м пехотном Тирульском полку командиром взвода и роты. Затем командовал батальоном в 180-м пехотном Виндавском полку на Северном фронте. За храбрость в боях награждён орденами и произведён в штабс-капитаны.
После Октябрьской революции перешёл на сторону Советской власти. В РККА с 1918 года. Был помощником командира полка, затем командиром полка и бригады. Участвовал в боях против петлюровцев на Украине (1919), белополяков на Западном фронте (1920), банд Булак-Балаховича в Белоруссии (1920).
В годы гражданской войны был награждён тремя орденами Красного Знамени. За проявленный героизм в бою у деревни Гута награждён орденом Красного Знамени (1920); за инициативу и личную храбрость в боях с белополяками удостоен второго ордена Красного Знамени (1921); за мужество и умелое руководство действиями бригады в период её наступления от реки Березина к реке Висла получил третий орден Красного Знамени (1921). По тем временам троекратное награждение единственным советским орденом было исключительным событием, таких как Грибов троекратных кавалеров в РККА было немногим более десятка человек.
Член ВКП(б) с 1926 года. После войны продолжил службу в РККА: временно исполняющий должность командира 65-го стрелкового полка, затем 2-го стрелкового полка 8-й стрелковой дивизии, командир 23-й стрелковой бригады 8-й стрелковой дивизии, временно исполняющий должность командира начальника 8-й стрелковой дивизии. С 1923 — помощник начальника 2-й Тульской стрелковой дивизии Яна Фабрициуса. С 1928 года — командир 5-го стрелкового корпуса в Западном военном округе. С 1934 года — заместитель командующего Северо-Кавказским военным округом. С сентября 1937 года — командующий Северо-Кавказским военным округом, член Военного Совета при народном комиссаре обороны СССР.

## Арест и расстрел
Во время политических «чисток» в РККА арестован 28 января 1938 года. Внесен в Сталинские расстрельные списки от 26 июля 1938 года. Приговорён ВКВС СССР 29 июля 1938 к высшей мере наказания и в тот же день расстрелян. Реабилитирован посмертно 21 апреля 1956.

## Воинские чины и звания
- Прапорщик — 1915
- Подпоручик — 1916
- Поручик — 27.01.1917
- Штабс-капитан — 13.04.1917
- Комкор — 20.11.1935[2]

## Награды
- Три ордена Красного Знамени (18.12.1920, 5.01.1921, 31.12.1921)[3]